# بيل سفوبودا
بيل سفوبودا (بالإنجليزية: Bill Svoboda)‏ هو لاعب كرة قدم أمريكية أمريكي، ولد في 12 يوليو 1928 في ويتشيتا فولز في الولايات المتحدة، وتوفي في 20 يونيو 1980 في هوما في الولايات المتحدة.

## وصلات خارجية
- بيل سفوبودا على موقع مرجع كرة القدم المحترفة.كوم (الإنجليزية)